# Adam Smithplein
Het Adam Smithplein, Amsterdam is een plein in de wijk Riekerpolder in Amsterdam Nieuw-West.

## Geschiedenis en ligging
Het gebied diende eeuwenlang tot agrarisch gebied, in de 19e eeuw toebehorend aan de gemeente Sloten. Die werd in 1921 geannexeerd door de gemeente Amsterdam, die terreinen nodig had voor woningbouw. De Riekerpolder werd daartoe maar langzaam opgevuld en de strook waarop het plein werd aangelegd was tot diep in de 20e eeuw een ruig stadsparkje aan de rand van de stad. Op 21 juni 2000 kreeg het haar naam, een vernoeming naar econoom Adam Smith. Omliggende straten en plein werden ook vernoemd naar economen, in dit geval Thomas Malthus en Joseph Schumpeter. Een vreemde eend in de bijt is hier het Christoffel Plantijnpad, maar dat is een uitloper van een pad dat er al sinds 1955 ligt.
Het plein is gesitueerd tussen het John M. Keynesplein en het Siegerpark, een privébrug van PwC maakt een verbinding tussen plein en park.
Het zuideinde van het plein heeft in de vorm van de Nieuwe Haagsebrug onder Rijksweg 4 een verbinding met de Oude Haagseweg en park De Oeverlanden.
Er is geen (plaats voor) kunst in de openbare ruimte. Er staat een bushalte voor spitsbus 267.

## Gebouwen
Aan het totaal versteende plein staan kantoorgebouwen, het Adam Smith Building aan de oostzijde en een bijzonder groot gebouw met (hoofd)kantoor van PwC Nederland, doch dat gebouw bekend onder de naam Westgate II heeft als adres Thomas R. Malthusstraat 1-65. Het Adam Smithplein heeft slechts vier huisnummers (2, 4, 6, 8), kleine gebouwtjes op het terrein van PwC. 